# Associazione Sportiva Calcio Viareggio 1960-1961
Questa voce raccoglie le informazioni riguardanti l'Associazione Sportiva Viareggio nelle competizioni ufficiali della stagione 1960-1961.

## Stagione
Undicesima stagione di Serie C. Annata piena di sofferenza, il Viareggio lotta per la salvezza fino all'ultima giornata contro il Cesena. Ma per un punto è condannato all'immediata retrocessione dopo un solo anno. Si sono persi troppi punti per strada e rimediare all'ultimo non è stato possibile. Il presidente Bini rassegna le sue prime dimissioni. Da ricordare la vittoria incredibile nel derby in casa della Lucchese dopo 28 anni per 2-1 (Magrini-Bassetto-Rivara). La Lucchese è prima e vincerà il torneo.

## Rosa
| N. |                   | Ruolo | Calciatore                |
| -- | ----------------- | ----- | ------------------------- |
|    | Italia (bandiera) | A     | Claudio Bettella          |
|    | Italia (bandiera) | D     | Orlando Biagi             |
|    | Italia (bandiera) | P     | Icilio Cavallini          |
|    | Italia (bandiera) | A     | Carlo Ceccotti            |
|    | Italia (bandiera) | P     | Eugenio Cherubini         |
|    | Italia (bandiera) | D     | Mario Dalle Piane         |
|    | Italia (bandiera) | P     | Gianfranco Dell'Innocenti |
|    | Italia (bandiera) |       | Franco Gimignani          |
|    | Italia (bandiera) | C     | Carlo Alberto Giacomelli  |
|    | Italia (bandiera) | A     | Vinicio Magrini           |

| N. |                   | Ruolo | Calciatore        |
| -- | ----------------- | ----- | ----------------- |
|    | Italia (bandiera) | A     | Carlo Martini     |
|    | Italia (bandiera) | C     | Luciano Mazzei    |
|    | Italia (bandiera) | D     | Giuseppe Molli    |
|    | Italia (bandiera) | C     | Paolo Morelli     |
|    | Italia (bandiera) | C     | Domenico Rangone  |
|    | Italia (bandiera) | C     | Renzo Rivara      |
|    | Italia (bandiera) | A     | Pietro Rossi      |
|    | Italia (bandiera) | C     | Giancarlo Sartori |
|    | Italia (bandiera) |       | Angelo Vaccarossa |
|    | Italia (bandiera) | C     | Dario Venturi     |
|    | Italia (bandiera) | C     | Sante Zorzan      |